# Gruppo Norba
Il gruppo Norba è un gruppo televisivo italiano pugliese attivo in tutto il Sud Italia sul digitale terrestre ed a livello nazionale sulla piattaforma Sky.
Opera nel settore dei media ed è specializzato in produzioni televisive, Edinorba, cinematografiche e multimediali; inoltre, gestisce le emittenti Telenorba, Teledue, TG Norba 24, Radionorba, Radio Norba Music, Radio Norba Joy, Radio Norba Amore, Radio Norba Italiana, Radio Norba Battiti e Radionorba TV. 
Il primo canale televisivo del gruppo, Telenorba, è la prima televisione locale italiana per ascolti.
La sede, gli uffici amministrativi e gli studi tecnici sono ubicati a Conversano, in provincia di Bari, in un centro polivalente dotato di studi televisivi, teatri di posa per riprese TV, uffici, depositi e parcheggi sotterranei per 4.000 m². Il gruppo, inoltre, ha redazioni nei capoluoghi di provincia della Puglia (Bari, Barletta, Brindisi, Foggia, Lecce, Taranto), in Basilicata (Potenza), a Roma accanto a Montecitorio e studi a Napoli.

## Storia
Il 23 aprile 1976 a Conversano l'ingegnere Luca Montrone, insieme agli imprenditori Tuccino Innamorato, Matteo Chiarappa e i cugini Divella, fonda Telenorba (o Canale 41). Il nome Norba deriva dall'antico nome latino dei primi insediamenti umani di Conversano. La concessione della pubblicità viene affidata alla Fono Video Pubblicità Italia (Fono Vi. Pi. Italia), nuova branca della Opus Proclama, di Milano, che ha uffici a Bari. Il marchio storico dell'emittente (“TN”) è disegnato da Gigi Abbattista. La prima sede del gruppo è in via cardinale Gennari. A novembre si ebbe un tentativo di fondare Radionorba, ma presto sospende le trasmissioni, perché il gruppo si concentra sul piccolo schermo. Si costituisce una società per azioni con capitale di quaranta milioni di lire, che si iscrive alla Camera di commercio di Bari il 2 febbraio 1977. Intanto compaiono i primi giornali di annunci economici gratuiti anche al sud (a Napoli, Catania e Palermo). Successivamente nasce Teledue (che successivamente cambierà nome in Telenorba 8). In questo periodo al Convitto dei Paolotti si installa la redazione centrale di Conversano. Telenorba ottiene riconoscimenti nazionali ed internazionali: tra i più prestigiosi il Telegatto nel 1981.
Nel 1982 l'emittente aderisce alla syndication Euro TV. Montrone va in pensione come preside e si dedica interamente a Telenorba. Un gruppo di giornalisti con esperienza nella redazione, costituisce la cooperativa “Comunicazione ed immagine”, per realizzare i servizi giornalistici. Enzo Magistà ne è il presidente e si cimenta come telecronista degli incontri della SS Monopoli, trasmessi in diretta. Intanto Business apre redazioni a Foggia e Bari ed assume cadenza settimanale, con distribuzione in Abruzzo, Foggia e Bari: con altre testate costituisce l'Anspaeg (Associazione Nazionale Stampa Periodici Annunci Economici Gratuiti), creando un codice deontologico e norme nei confronti di utenti, inserzionisti e lettori.
Nel 1983 Telenorba installa il primo ripetitore a Potenza e diffonde il segnale anche in Basilicata. Il 29 ottobre 1984 prendono il via per la seconda volta le trasmissioni di Radionorba, nella nuova sede di via Divisione Acqui, nel centro di Conversano, con Antonella Caramia. Il sovraffollamento dell'etere crea competitività e aumenta la necessità di risorse finanziarie, per potenziare le antenne, organizzare la programmazione, assumere dj e giornalisti. Il Ministero delle Poste censisce 4204 radio, finanziate dalla pubblicità: ma la concessionaria Fono Vi.Pi. non conferma il minimo garantito per la pubblicità locale ed allora il 4 dicembre si costituisce la Fono Vi.Pi. Puglia S.p.A, tra l'emittente ed i milanesi per la vendita di spazi, con sede a Bari e filiali a Foggia e Lecce diretta da Carlo Momigliano.
A settembre 1985 nasce l'edizione mattutina del telegiornale, nella quale si sperimenta la doppia conduzione, all'epoca novità assoluta per l'informazione televisiva in Italia. Arrivano in radio Marilù De Letteriis e Luigi Loperfido, ma soprattutto Titta De Tommasi, che ne diventerà il direttore e Pasquale Sabatelli, che sarà il responsabile della musica. Il gruppo Telenorba entra nella gestione del giornale Business, pubblicato dall'omonima azienda.
Nel 1986 viene trasmessa una Festa del decennale con la coniazione di una medaglia d'argento. A febbraio 1987 il gruppo acquisisce la proprietà di Business. Luca Montrone assume la presidenza di Business Italia S.p.A., investe in informatica, disegna la veste grafica, cambia la strategia di comunicazione, la supporta con le reti del gruppo, ne allarga l'area di diffusione e apre le redazioni di Lecce e Taranto. Il settore stampa della Fono Vi. Pi. sorge a febbraio nella nuova sede di Bari all'Executive center.
Calisto Tanzi non riesce a tenere in vita la syndication Euro TV, che si divide: un gruppo di emittenti si lega, per la fornitura di programmi e la vendita degli spot, alla Fininvest, costituisce il circuito Italia 7 (che comprende Telenorba) e nomina Luca Montrone presidente. Tanzi fonda, insieme a Romagnoli, Odeon TV, a cui aderisce un secondo gruppo di emittenti.
Arrivano nel 1988 alcuni premi per il gruppo: la nomination al Prix Europa per Telenorba e l'Oscar della Radio. Ilario Lorusso (poi a Veronica Hit Radio) debutta e Titta De Tomasi lancia i Suoni dalla Caverna, un programma di musica dal vivo. Successivamente viene aperta la nuova sede alla Fiera del Levante per la redazione di Bari. A febbraio 1989 a Business piovono tanti annunci e si rende necessaria una seconda edizione: il periodico assume la configurazione del bisettimanale. Il gruppo acquista la maggioranza della Fono Vi.Pi. Puglia, che si occupa della vendita di spazi pubblicitari ed espande l'attività con le filiali a Taranto e Barletta.
Nel 1990 il gruppo tenta l'avventura del magazine settimanale a colori Tribuna del Sud, che ha successo di diffusione in Puglia, ma ha costi elevati e cessa le pubblicazioni dopo due anni. Intanto in radio arriva la Nottenorba, che è narrata da Luigi Loperfido, affiancato da Andy Luotto, con cui conduce Botta e risposta. La Fono Vi.Pi. Puglia modifica la ragione sociale in Fono Vi.pi. Italia, con amministratori delegati Luca Montrone e Matteo Chiarappa, che deliberano un aumento del capitale ed aprono la filiale a Milano. In questo periodo la sede si trasferisce nei moderni studi di via Foggia, nel nuovo palazzo di Telenorba.
A gennaio 1991 il direttore di Business diventa Domenico Resta e la tipografia passa a Bari (Dedalo litostampa). La società Edinorba assorbe la testata Business. Viene lanciato il programma Vedo radio, la prima trasmissione televisiva che coinvolge i dj. Successivamente nasce il Telenorba Video (nuovo servizio teletext). Entrano in radio nel 1992 Antonio Malerba e Antonio Gerardi (poi a RTL 102.5 e a Radio Kiss Kiss). Fono Vi.Pi. trasferisce la sede da Bari a Conversano e arriva per Telenorba il primo Oscar TV. È approvata la legge che garantisce alle tv locali contributi statali. Nel 1993 Telenorba vince il secondo Oscar TV. Viene costruita una grande antenna, alta 40 metri, sul palazzo della sede a Conversano.
Nel 1994 la presidenza della società Edinorba va a Matteo Chiarappa. Arrivano in radio Savino Zaba, detto Zabaione, e Mariagrazia, che conducono Battiti, la trasmissione televisiva dei dj. Il nome nasce dal programma Battiti dalla Caverna, in cui intervengono i cantanti del momento. Nel 1995 Telenorba vince il premio AD Spot Award. Nel 1996 arriva in radio Michele Pasero. Tra le prime produzioni televisive c'è Melensa, con Carmela Vincenti, Emilio Solfrizzi e Antonio Stornaiolo, ovvero Toti e Tata. Nasce nel 1997 con Gianni Simioli il Terron club. Franca Mazzei conduce l'oroscopo e interviene a Suoni dalla caverna Jovanotti con Antonella Caramia. Debutta Alan Palmieri con il Doposcuola. Nel 1998 da Bari viene trasmessa la festa di Radionorba con gli Articolo 31. Ilario Lorusso conduce la "Storia del rock".
Le trasmissioni si ricevono anche in Albania tramite Telenorba Shqiptare (Telenorba albanese), una cooperazione nata nel 1997/98 tra una compagnia e nazionali italiani ed albanesi che riescono a mettere la stazione tra le prime in Albania con il massimo ascolto. Tra le telenovelas, nel paese ha successo soprattutto il programma Colpo grosso. Negli anni successivi, il segnale di Bari viene messo in onda durante la tarda notte e le telenovelas vengono tradotte con sottotitoli in albanese. Nel frattempo si producono anche delle trasmissioni locali. La stazione cambia proprietà più volte e nel 2009 è comprata da Aleksander Frangaj, il proprietario della rete nazionale albanese "TV Klan".
Nel 1998 arriva sulle reti di Telenorba la nota e premiata sitcom con il duo Manuel & Kikka (Emanuele De Nicolò e Donata Frisini), Very Strong Family, arrivata nel 2009 alla 18ª serie. Successivamente nel 2000 nasce un'altra sitcom intitolata Catene con un altro duo, Dante Marmone e Tiziana Schiavarelli, arrivata nel 2009 alla 6ª serie.
Nel 1999 nasce Comò, rubrica TV di Giancarlo Montingelli che tratta moda, costume e società. Si affianca a programmi storici del piccolo schermo come: Agri 7 di Roberto De Petro (settimanale di informazioni di carattere tecnico per l'agricoltura), Il tempo della fede (di Cosmo Francesco Ruppi, dedicata al Vangelo), L'Aia, Suoni e danze del Mediterraneo (viaggio alla scoperta delle tradizioni musicali folkloristiche del Sud, a cura del regista Franco Salvia). Viene messa in onda una festa a Galatina con Luca Barbarossa. Marco Montrone inizia a pensare ad una sede a Napoli, sponsorizza la Maratona di Napoli ed il 16 maggio un aereo trascina lo striscione di Radionorba lungo il percorso della manifestazione, seguita in diretta da Marilù De Letteris. Successivamente vince il Premio Saint-Vincent per il giornalismo, per i servizi televisivi regionali.
Il 31 dicembre 1999 va in onda in prima serata Capodanno Very Strong 2000 che farà iniziare il nuovo millennio su Telenorba, con Manuel & Kikka, e la loro compagnia Very Strong Family. Il programma viene visto da oltre 200.000 telespettatori e viene premiato come miglior intrattenimento di fine anno.
Nel 2000 Telenorba vince ancora un premio a Saint Vincent, il riconoscimento AD Spot Award ed il premio Cronista dell'anno. Piero Pelù è intervistato da Sabrina Merolla (in seguito a Radio Capital, poi volto femminile del canale di Sky Italia Leonardo, infine ritornerà a Telenorba con il programma Buon Vento). Il nuovo spazio interattivo di Telenorba è un progetto di Giuseppe Spada che dichiara a Repubblica del 15 settembre 2001: «Il sito crea interattività con il pubblico, attraverso un servizio di comunicazione broadcast: una linea aperta tra sito, visitatori e clienti. Prelude alla realizzazione di una televisione interattiva via Internet, avvicina il pubblico al linguaggio Internet in veste amichevole e facilita l'accesso alle fasce che non hanno familiarità con Internet.» Per i visitatori del sito internet esce il magazine Spinz, e Radionorba è la prima radio ad avere un magazine online. Da Galatina viene messo in onda Battiti d'estate. Al festival di Sanremo è inviata Antonella Caramia. Telenorba vinse successivamente anche il Premio Natale UCSI a Verona. Il camper di Battiti, nella Fiera Expolevante a Bari, accoglie Giorgia. Esordisce Mauro Dal Sogno. Battiti estate è condotta da Walter Nudo, con Stefania e Mariarita; l'appuntamento "Stessa spiaggia, stesso mare" è condotto da Antonio Malerba, affiancato da Tangela, che entra nella squadra. Battiti tour riparte da Galatina. Arriva sulle reti di Telenorba anche la nota e premiata sitcom Mudù con Uccio De Santis e la sua compagnia per le barzellette da vedere, arrivata nel 2017 alla 8ª serie.
Nel 2002 arriva in radio L'Almanacco dei tèesöori con Tangela, poi arriva un appuntamento con Ilario Lorusso e con il dj Iervo. Battiti viene presentato da Antonio Malerba. Entrano nel palinsesto Sabrina, Angela Molinari e Simone Maggio (poi a Radio Monte Carlo). Battiti Tour parte da Galatina e in tv è presentato da Mauro Dal Sogno e Stefania. Successivamente debutta Blu notte,che è condotto da Michele Pasero. La sede di Napoli di Radionorba viene inaugurata nel 2003 con le trasmissioni di Dylan e Luca Rossi: il 29 ottobre i dj trasmettono dai nuovi studi del centro direzionale. Al Carnevale di Putignano arriva Luisa Corna. Successivamente inizia il turno in radio di Cristobal e Tangela. Battiti Live parte da Bari e la programmazione è con Mauro Dal Sogno, Antonella Caramia, David Flea, Alfred Cole, TJ Gonnella, Santi Byron, Leo Ross, Angela Molinari; Veronica conduce Battiti con Simone Maggio.
Nel 2004 Antonella Caramia presenta Versus, con Francesco Costantini de La Gazzetta del Mezzogiorno e Federico Vacalebre de Il Mattino. A Napoli debutta Fabi, con Jane e Marcella, per Coast to coast, e Sandra presenta le classifiche. Viene messo in onda Battiti Live dalle piazze di Napoli, Lecce e Bari. Parte Battiti Beach, trasmissione tv condotta da Mauro Dal Sogno e da Fabi. Viene conferito a Telenorba il Premio Saint Vincent di giornalismo ed il premio Oscar TV Millecanali.
Nel 2005 viene messa in onda una festa di fine anno con Simone Maggio e il dj Alfred Cole. Prendono il via a gennaio 2005 i corsi del primo "Master in produzione radiotelevisiva", per formare professionisti della scrittura radiotelevisiva, in grado di elaborare programmi di fiction, intrattenimento, approfondimento culturale, documentazione e divulgazione. Con i docenti dell'Università degli studi di Bari e gli "addetti ai lavori" di Telenorba, due sceneggiatori baresi affermati in produzioni Rai, artivano Chiara Balestrazzi (di Repubblica), Salvatore De Mola, il giornalista Oscar Iarussi e Lisa Ginzburg, ideatrice di programmi culturali per Rai Radio 3. Telenorba compie i cambiamenti grafici: Telenorba diventa Telenorba 7 e Teledue si rinnova in "Telenorba 8" a partire da lunedì 7 marzo 2005. Il nome delle emittenti cambia, spinto dal fatto che i telespettatori le sintonizzano sui canali 7 e 8 del telecomando. La rivista “Millecanali” a maggio definisce Enzo Magistà “l'uomo dell'informazione al Sud” e lo intervista in occasione del rinnovamento dei TG. Il restyling comporta un trasloco della redazione. Telenorba dall'estate ha i permessi per trasmettere in digitale terrestre, ha nel palinsesto dodici ore al giorno di produzione autonoma. Stando al primo Annuario della Televisione Getas Italia; è l'emittente locale più vista della penisola e il primo TG del mattino supera quelli di Rai e Mediaset. I rapporti fra Luca Montone e Sandro Parenzo, editore di Antenna 3 Lombardia e di Telelombardia consentono alle due emittenti locali più forti d'Italia di allargare il bacino di utenza con una joint venture per un TG nazionale.
Il 12 luglio 2006 a Conversano vengono messi in mostra filmati e reportage di guerra realizzati dagli operatori Pasquale D'Attoma e Pasquale Mappa. La commissione Cultura della Camera dei deputati, nella seduta del 27 settembre 2006, sotto la presidenza di Pietro Folena, nell'ambito della indagine conoscitiva sulle vicende relative al calcio, con riferimento al sistema dei controlli, compie una audizione dei rappresentanti delle emittenti. Pongono le domande i deputati Mauro Del Bue, Giuseppe Giulietti, Alba Sasso, Wladimiro Guadagno (Vladimir Luxuria), Guglielmo Rositani, Roberto Poletti e Vito Li Causi. Rispondono Carlo Ignazio Fantola di Videolina e Luca Montrone presidente di Telenorba. Intervengono anche Maurizio Giunco, presidente dell'associazione Tv Locali, Giovanni Pepi di TGS Telegiornale Di Sicilia, Sandro Parenzo e Giovanni Mazzoni di Telelombardia, Fabio Daddi di Telegranducato. Il 24 novembre 2006 un servizio su Matrix presenta il gruppo ai telespettatori di Canale 5. L'anno si chiude con Simona Ventura a dicembre per la cerimonia dei 30 anni al Teatroteam di Bari. Nel 2007 Titta De Tommasi lascia la direzione artistica di Radionorba per approdare a quella di Telenorba. La direzione artistica di Radionorba è affidata ad Alan Palmieri, già speaker di Radionorba, poi a Radio 105 e RTL 102.5. Nello staff arrivano i giornalisti Lamberto Sposini e Antonio Bartolomucci, che conducono rubriche sull'attualità e sul calcio. Successivamente nasce la trasmissione di approfondimento Il Graffio, interamente dedicata ad una storia, in cui si scava a fondo nei temi dell'attualità, con Mingo De Pasquale.
L'11 gennaio 2008 nasce Versus, programma di approfondimento condotto da Lamberto Sposini. Telenorba invita le imprese del sud ad abbandonare la Confindustria perché essa non rappresenterebbe più gli imprenditori meridionali. Il sistema premia le imprese che hanno maggior numero di dipendenti, e l'organismo è controllato dai grossi gruppi del nord a svantaggio delle imprese meridionali. Telenorba trasmette spot rivolti agli imprenditori, invitandoli a dar vita ad associazioni autonome. Lo spirito della campagna non è contro, ma a favore di Confindustria: l'obiettivo è portare l'attenzione sui problemi del Sud, ignorati dall´associazione a livello nazionale; i piccoli chiedono di essere maggiormente rappresentati e ciò consentirebbe l'ingresso di aziende medie e piccole nella Confindustria, le quali non sono iscritte perché non si sentono rappresentate.
Dal 15 settembre 2008 la rubrica Diario Romano di Maurizio Costanzo, dal Teatro Parioli è trasmessa in coda al TG. Sulla rivista specializzata "Prima Comunicazione" a ottobre, viene realizzato un servizio su Telenorba, con una intervista a Luca Montrone. La rete digitale terrestre è Imagross Sport canale televisivo sportivo, che parte ľ8 ottobre. Mercoledì 17 dicembre 2008 il nome delle emittenti si lega al restyling della grafica e dei contenuti dei telegiornali delle reti. Una novità, che incide sulla nuova immagine, è che le redazioni si trasferiscono al quartier generale. Radionorba vince i Premi Grolla d'Oro e Media Award, come migliore radio locale d'Italia del 2008.
In occasione dei 15 anni della sitcom, nel dicembre del 2010 nasce Very Strong Family Collection che riunisce le puntate più divertenti della sitcom più fortunata di Telenorba, con il duo Manuel & Kikka.
Il 29 gennaio 2011 avviene il lancio del TG Norba GrandeSalento, nuovo telegiornale con tre edizioni alle 8, alle 13,30 e alle 23: nel resto della rete viene irradiata la normale programmazione, mentre a Lecce, Brindisi e Taranto il segnale viene splittato a favore della messa in onda del TG Norba. Millecanali dedica la copertina del fascicolo n. 387 di marzo 2011 a Telenorba con una foto a tutta pagina di Luca, Marco e Simonetta Montrone. Un incidente di percorso porta alla sospensione per sei mesi dall'esercizio della professione giornalistica di Enzo Magistà per una puntata de Il Graffio, relativa all'omicidio di Meredith Kercker. Il nuovo direttore responsabile è Maurizio Angelillo. Il 6 giugno 2009 la serata è dedicata al ‘Terra Del Sole Award’, gran Galà presentato da Attilio Romita e da Stefania Rotolo. Una commissione (Rettore Oronzo Limone, Fernando Cartenì, presidente del Premio Barocco, Paride De Masi industriale e Antonio Castorini Presidente Fondazione Cassa di Risparmio di Puglia) designa i vincitori tra personalità di origine pugliese distinte in ambito nazionale: Vito Pertosa, che realizza treni dell'ultima generazione con MerMec, Francesco D'Andria (docente di Archeologia dell'Università del Salento), Francesco Giorgino vicedirettore del TG1, Monica Setta conduttrice tv, Mauro Minelli immunologo, Carmela Vincenti attrice, Giuseppe Giacovazzo giornalista). Battiti Live riparte insieme alla nuova trasmissione Sete di radio Tour dalla piazza di Molfetta, con uno spettacolo mandato in onda da bordo di un tir dal vivo, insieme alla Dreher, che presenta Marco Carta e Noemi di X Factor. La stampa di Business avviene a Napoli e il giornale pubblica l'edizione numero 2400. Anspaeg certifica con un marchio di qualità le testate che garantiscono il rispetto delle regole: il giornale se ne fregia e assicura a inserzionisti e lettori la veridicità delle inserzioni, la trasparenza nella gestione e l'assenza di interessi diversi dallo svolgimento dell'attività editoriale.
Nell'agosto 2012 nasce il programma comico Telenorba Extra che riunisce le scene delle sitcom più fortunate di Telenorba, che viene mandato in onda nella fascia comica.
Nel 2013 Titta De Tommasi abbandona il Gruppo Norba.
Il 2014 è l'anno della crisi, nella quale molti dipendenti di Telenorba furono messi in cassa integrazione, soprattutto non ci furono più risorse per le produzioni locali. Nell'estate dello stesso anno fu chiamato uno dei più noti autori provenienti da Mediaset, Leo Zani, collaboratore per anni insieme a Fatma Ruffini in numerosi programmi di successo, nell'ambito di un processo di rilancio dei due principali canali del gruppo che culminerà a novembre con un nuovo palinsesto, un restyling grafico e il ripristino dei nomi storici Telenorba e Teledue. Sotto la direzione di Zani arrivano nuove produzioni originali come Casa Carrisi, un docu-reality che racconta le vicende personali e familiari di Al Bano nelle tenute nella vita di tutti i giorni, Indaco, il bianco e il nero e Masserie misteriose. Sempre sotto la sua guida, Telenorba ha stretto un accordo con Mediaset per la trasmissione di serie tv di successo come Carabinieri, Elisa di Rivombrosa, Due imbroglioni e... mezzo (film e l'omonima serie tv) e Caterina e le sue figlie per un totale di 650 ore di trasmissione replicabili.

## Canali
I canali sono visibili in Puglia, Basilicata, Molise, in parte della Campania e della Calabria fino in Albania.

### Televisivi
| Logo | Nome          | Inizio trasmissioni |
| ---- | ------------- | ------------------- |
|      | Telenorba     | 23 aprile 1976      |
|      | Teledue       | anni ottanta        |
|      | TG Norba 24   | 25 ottobre 2010     |
|      | Radionorba TV | 21 marzo 2012       |

### Radiofonici
| Logo | Nome       | Inizio trasmissioni |
| ---- | ---------- | ------------------- |
|      | Radionorba | 29 ottobre 1984     |

## Loghi

Vecchio logo in uso Dal 2007 fino al 2010.
Logo attuale